# Powick
Powick est un village du Worcestershire situé à environ 3 km au sud de Worcester et à 3 km de Great Malvern, près de la rivière Teme (en). C'est une paroisse civile du district de Malvern Hills qui inclut le village Callow End et les hameaux  Bastonford, Clevelode, Colletts Green, et Deblins Green.
Powick dispose de deux ponts au-dessus de la Teme, un récent et un ancien.

## Hôpital de Powick

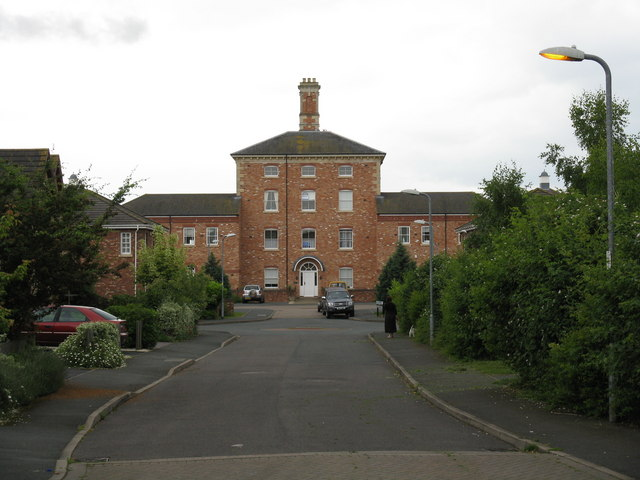
Collett's Green - l'ancien hôpital

## Guerre civile anglaise

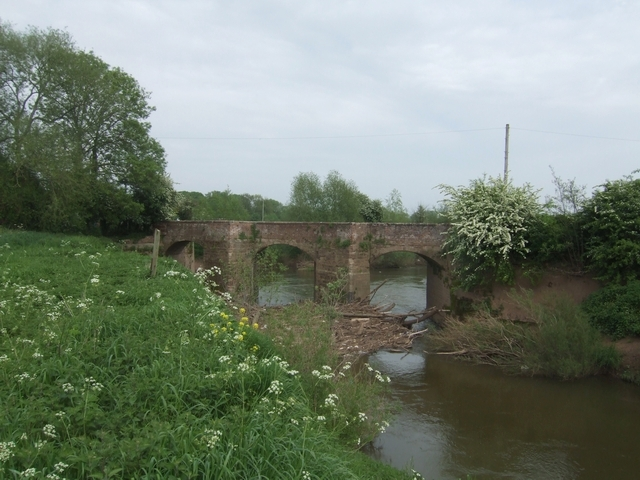
Le vieux pont de Powick sur la rivière Teme

Le vieux pont sur la Teme à Powick est le théâtre d'une des premières effarouchées entre les soldats Royalists et Parliamentarians lors de la Guerre civile anglaise en 1642 lors de ce qui est maintenant connu comme la Bataille du pond de Powick (en). Une longue ballade (musique) donne un récit étonnamment détaillé de la bataille.
La bataille plus connue de Worcester a lieu plus tard dans la guerre, en 1651, dans la même localité. L'église de Powick est utilisée par les Royalists comme point d'observation village. Son clocher a de nombreux petits impacts de boulets de canons tirés par les Parliamentarians pour déloger les écossais Royalistes de l'église. Ces marques sont visibles sur la face Sud du clocher du sol jusqu'au sommet.

## Barrage hydroélectrique Victorien

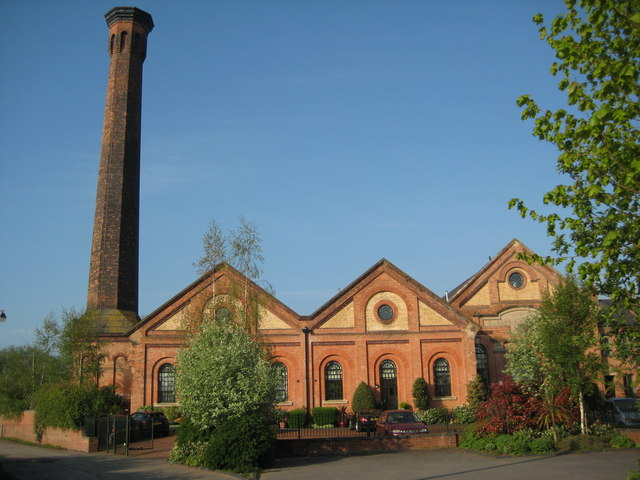
Moulin de Powick

Un ancien moulin à eau, adjacent au pont de Powick, est transformé en 1894 en la première centrale électrique à vapeur/hydroélectrique. L'électricité produite fournit les besoins de la moitié de la ville de Worcester. Le site de Powick continue de générer de l'électricité jusque dans les années 1950. À sa fermeture les bâtiments sont d'abord transformés en blanchisserie puis en petits appartements.
Le site est choisi pour exploiter des moulins depuis au moins le XIe siècle. Le leat (en) (canal apportant l'eau au moulin) est creusé en 1291.